# Пославский, Виктор Васильевич
Ви́ктор Васи́льевич Посла́вский (1896—1979) — советский учёный в области гидротехники и мелиорации, Герой Социалистического Труда (1976).

## Биография
Родился 10 ноября 1896 года в Батуми. В 1915 году он окончил гимназию в Фергане, после чего поступил на учёбу в Московский сельскохозяйственный институт. Участвовал в Первой мировой и Гражданской войнах. В 1923 году окончил Московскую сельскохозяйственную академию. С того же года работал в различных учреждениях водного хозяйства в городах Средней Азии, занимался изысканиями, проектированием, строительством оросительных систем и гидротехнических сооружений. Прошёл путь от обычного инженера до главного инженера по сооружениям.
Возглавлял строительные работы головного узла Большого Ферганского канала. С 1942 года был главным инженером строительства Северного Ташкентского канала, главным инженером проектирования Фархадской гидроэлектростанции. В 1949—1950 годах возглавлял Среднеазиатский научно-исследовательский институт ирригации. Кроме того, был действительным членом Академии наук Узбекской ССР (1943) и ВАСХНИЛ (1966), в течение четырёх лет занимал пост вице-президента Академии наук Узбекской ССР (1943—47), а также преподавал в Ташкентском политехникуме водного хозяйства и Ташкентском институте инженеров ирригации и механизации сельского хозяйства. Избирался депутатом Верховного Совета Узбекской ССР.
Принимал активное участие в составлении энергоирригационной схемы Ферганской долины, проектировал крупнейшие водохранилища Средней Азии, вёл экспертизу объектов водного хозяйства как в Средней Азии, так и в других союзных республиках. Являлся автором ряда конструктивных усовершенствований гидроузлов, нашедших своё применение как в отечественном, так и в зарубежном водохозяйственном строительстве. Впервые стал применять полимерные материалы при строительстве каналов и сооружений. Являлся автором около 110 научных работ.
С 1950 года работал в Москве, был заместителем председателя Технического совета Министерства хлопководства СССР, председателем Научно-технического совета, главным инженером — заместителем начальника Главводхоза Министерства сельского хозяйства СССР. С 1959 года возглавлял лабораторию противофильтрационных мероприятий Всесоюзного научно-исследовательского института гидротехники и мелиорации, а с 1963 года до самой смерти был профессором-консультантом этого института.
Скончался 17 мая 1979 года, похоронен на Головинском кладбище Москвы.

## Награды, премии, почётные звания
- Герой Социалистического Труда (3 декабря 1976) — за выдающийся вклад в науку и практику в области ирригации и в связи с восьмидесятилетием со дня рождения
- Орден Ленина (1970)
- Орден Ленина (1961)
- Орден Ленина (1950)
- Орден «Знак Почёта» (21 января 1939) — за выдающиеся успехи в сельском хозяйстве и особенно за перевыполнение плана по хлопку
- Орден Ленина (23 декабря 1939)
- Заслуженный деятель науки и техники Узбекской ССР
- Заслуженный ирригатор Узбекской ССР
- Орден Октябрьской Революции
- Орден Трудового Красного Знамени
- Орден Трудового Красного Знамени
- Медали